# 磨刀溪
磨刀溪，是中国长江流域的一条河流，汇入长江上游右岸。河长183千米，流域面积3170平方千米，多年平均流量42立方米每秒。自然落差1100米。水能理论蕴藏量14万千瓦。